# Pristimantis aurantiguttatus
Pristimantis aurantiguttatus är en groddjursart som först beskrevs av Ruiz-Carranza, Lynch och Ardila-Robayo 1997.  Pristimantis aurantiguttatus ingår i släktet Pristimantis och familjen Strabomantidae. IUCN kategoriserar arten globalt som otillräckligt studerad. Inga underarter finns listade i Catalogue of Life.